# BBC Iplayer

BBC Iplayer:s logotyp sedan oktober 2021.

BBC Iplayer, av BBC skrivet BBC iPlayer, är en strömningstjänst som lanserades av BBC under 2005. Under många år hade radiokanalernas program varit tillgängliga live och i efterhand som streamad media på företagets hemsida. 2005 tillkom tv-programmen och även livesändningar  (enbart tillgängliga i Storbritannien) på nätet av de fullständiga versionerna av företagets kanaler. Tjänsten har haft olika namn under årens lopp men sedan 2007 är det BBC Iplayer för alla former av streamad media på BBC:s hemsidor. TV-sändningarna går på grund av rättighetsskäl enbart att se inom Storbritannien medan radiokanalernas verksamhet är tillgängliga över hela jordklotet.
BBC Iplayer var förlagan när SVT under 2008 lanserade sin tjänst SVT Play.[källa behövs]

## Radiokanaler i BBC Iplayer
BBC har ett flertal radiokanaler i Storbritannien. Vissa av dessa sänds marksänt via analog radio; antingen på FM-bandet eller på AM-bandet. Alla radiokanalerna finns även digitalt i flera olika former.
Under 2019 flyttades BBC:s radioutbud från BBC Iplayer till BBC Sounds.

### Nationella kanaler
- BBC Radio 1 ("det bästa nya musiken och underhållning")
- BBC Radio 2 ("UK:s mest avlyssnade radiostation med 12,9 miljoner lyssnare varje vecka")
- BBC Radio 3 ("klassisk musik och jazz")
- BBC Radio 4 ("aktualiteter, fakta, drama och humor")
- BBC 5 Live ("nyheter, sport och tal dygnet runt")
- BBC 5 Live Sports Extra
- 1Xtra
- 6 Music
- BBC Radio 7
- BBC Asian Network

### Regionala kanaler
- BBC Radio Wales
- BBC Radio Cymru
- BBC Radio Scotland
- BBC Radio nan Gaidheal
- BBC Radio Ulster
- BBC Radio Foyle

### Lokala kanaler
Utöver dessa finns 41 lokala stationer som var och en sänder över en stad i England.